# Jim Cummings
Jim Cummings, właśc. James Jonah Cummings (ur. 3 listopada 1952 w Youngstown) – amerykański aktor głosowy i piosenkarz. Znany jako odtwórca ról Kubusia Puchatka i wielu innych.
Cummings pracuje wyłącznie głosem i nigdy nie wystąpił przed kamerą.
Kenneth Mars, który w filmach Disneya Mała Syrenka (z 1989 roku) oraz Mała Syrenka 2: Powrót do morza (z 2000 roku) użyczył głosu królowi Trytonowi, nie był w stanie dokonać tego w 2008 roku w filmie Mała Syrenka: Dzieciństwo Ariel ze względów zdrowotnych, zastąpił go więc Jim Cummings. Mars natomiast zmarł na raka trzustki trzy lata po premierze filmu.

## Filmografia
- 2011: Gnomeo i Julia – Featherstone
- 2009: Księżniczka i żaba – Ray
- 2007: Film o pszczołach – narrator
- 2007: Wojownicze Żółwie Ninja
- 2006: Mój brat niedźwiedź 2 – Bering
- 2005: Kubuś i Hefalumpy – Kubuś Puchatek, Tygrysek
- 2004: Mickey: Bardziej bajkowe święta
- 2004: W poszukiwaniu Myszki Miki – Pete
- 2004: Mickey, Donald, Goofy: Trzej muszkieterowie – Pete
- 2004: Król lew 3: Hakuna matata – Ed
- 2003: Prosiaczek i przyjaciele – Kubuś Puchatek, Tygrysek
- 2003: Księga dżungli 2 – Kaa, Hathi
- 2003: Maleństwo i przyjaciele – Kubuś Puchatek, Tygrys
- 2003: Kaczor Dodgers – Koo Koo, Diabeł tasmański
- 2003: Sindbad: Legenda siedmiu mórz – Luca
- 2002: Dzwonnik z Notre Dame II – Archdeacon
- 2002: Piotruś Pan: Wielki powrót
- 2002: Kubuś Puchatek: Puchatkowego Nowego Roku – Kubuś Puchatek, Tygrysek
- 2002–2003: Ozzy i Drix – Policyjny szef Gluteus
- 2002: Tom i Jerry: Magiczny pierścień
- 2002: Tarzan i Jane – Tantor
- 2001: Shrek – Kapitan straży
- 2001–2002: Café Myszka
- 2001: Kubusiowe opowieści – Kubuś Puchatek, Tygrysek
- 2001–2003: Legenda Tarzana – Tantor
- 2000: Tygrys i przyjaciele – Kubuś Puchatek, Tygrysek
- 2000: Titan – Nowa Ziemia – Chowquin
- 2000: Droga do El Dorado – Cortez
- 2000: Przygody Jackie Chana – Hak Foo
- 2000: Goofy w college’u – Peter Pete
- 2000: Pradawny ląd 7: Kamień zimnego ognia – Sierra
- 1999: Mickey: Bajkowe święta – Pete, Listonosz
- 1999: Głowa rodziny – Kubuś Puchatek
- 1999: Kubuś Puchatek: Czas prezentów – Kubuś Puchatek, Tygrys
- 1999: Tarzan
- 1999–2000: Produkcje Myszki Miki – Pete
- 1998: Pocahontas 2: Podróż do Nowego Świata – Król James
- 1998–2004: Atomówki – Feler Lumpex
- 1998: Babe: Świnka w mieście – Policjant
- 1998−1999: Tajne akta Psiej Agencji – Katastrophe, Von Rabie, Scuzzy Duzz
- 1998: Scooby Doo na Wyspie Zombie – Jacques
- 1998: Mrówka Z
- 1998: Mali żołnierze – Ocula
- 1998: Król lew II: Czas Simby – Skaza
- 1997–1998: 101 Dalmatyńczyków – Mayor Ed Pig
- 1997: Niezwykła przygoda Kubusia Puchatka – Kubuś Puchatek
- 1997: Anastazja – Rasputin
- 1997: Piękna i Bestia: Zaczarowane Święta
- 1997–2002: Pokémon
- 1997: Herkules – Centaur Nezeusz, Wytwórca garnków, Wysoki Tabańczyk, Starszy Tebańczyk
- 1996–1998: Mała księga dżungli – Kaa, Fred, Jed
- 1996–1997: Niesamowity Hulk – Absorbing Man
- 1996: Dzwonnik z Notre Dame
- 1996−2003: Laboratorium Dextera – Czerwonooki
- 1995–1997: Freakazoid!
- 1995: Goofy na wakacjach – Peter Pete
- 1995–1997: Maska – Doyle, Kablamis
- 1995–1998: Timon i Pumba – różne głosy
- 1995: Balto – Steele
- 1995: Pocahontas – Powanton / Mędrzec
- 1995: Mortal Kombat: Początek wyprawy – Shang Tsung
- 1994–1998: Spiderman – Shocker, Kameleon, Man-Spider
- 1994−1997 Kleszcz – Leonardo da Vinci
- 1994: Chłopiec okrętowy – Cupcake
- 1994–1996: Iron Man: Obrońca dobra – MODOK
- 1994: Król lew – Ed, Skaza (część śpiewu), Kret Gopher
- 1994: Aladyn: Powrót Dżafara – Razoul szef straży
- 1993−1994: Dwa głupie psy – Morocco Mole
- 1993–1998: Animaniacy – narrator
- 1993−1994: Szmergiel – Oficer Szmergiel, Detektyw Lucky Piquel
- 1992: Aladyn – Razoul
- 1992–1993: Goofy i inni – Peter „Pete” Pete Sr.
- 1991–1995: Dzielny Agent Kaczor – Darkwing Duck, Drake Mallard, Herb Muddlefoot
- 1991: Piraci Mrocznych Wód – Ioz, Jargis, Skorian
- 1991: Gdzie jest Wally?
- 1991–1993: Taz-Mania – Tasmański Diabeł
- 1990–1996: Kapitan Planeta – Cwany Muł
- 1990–1994: Super Baloo – Don Karnage, Louie
- 1990–1992: Przygody Animków – Papa Pchła, Potwór, Szef, Iodizer, Piosenkarz, Papa
- 1990: Królewna Śnieżka
- 1989: Simpsonowie – Dunkin
- 1989–1996: Opowieści z krypty – sędzia Wilk
- 1989: Kalifornijskie rodzynki – Beebop
- 1989–1992: Chip i Dale: Brygada RR – Jack, Wrogowie drużyny RR
- 1988–1991: Nowe przygody Kubusia Puchatka – Kubuś Puchatek, Tygrysek
- 1988: Scooby-Doo i oporny wilkołak – Frankenstein
- 1988: Kto wrobił królika Rogera? – Pocisk #2
- 1988–1991: Szczeniak zwany Scooby Doo
- 1987-1996: Wojownicze Żółwie Ninja – Skórzanogłowy, Shredder
- 1986: Laputa - zamek w chmurach – Generał
- 1984–1987: Transformerzy – Afterburner, Rippersnapper, Shartickon
- 1983: Opowieść wigilijna Myszki Miki – Duch Przyszłych Świąt